# Bab's Matinee Idol
Bab's Matinee Idol è un film muto del 1917 diretto da J. Searle Dawley. Basato sui libri di Mary Roberts Rinehart, è l'ultimo film di una trilogia dedicata al personaggio di Bab Archibald, interpretato sullo schermo da Marguerite Clark.

## Trama
Bab Archibald, dopo aver assistito insieme alle amiche a una commedia, un lavoro teatrale scritto dal cugino di un suo insegnante, si infatua dell'attore protagonista, Adrian Egleston. Le ragazze vengono spedite a casa a causa di un'epidemia di morbillo e a Bab viene proibito di andare a un ballo con la sorella Leila. Lei, comunque, ci va lo stesso, attirando l'attenzione di diversi uomini e soprattutto quella di Page Beresford, un ospite inglese che corteggia sua sorella. Venendo a sapere che la commedia di Adrian sta per chiudere, Bab imbastisce una storia insieme a Carter Brooks, un amico di famiglia, per far finire sui giornali il nome dell'attore. Chiede così aiuto a suo padre, proprietario di una fabbrica di munizioni, che acconsente ad aiutarla. Ma il piano di Bab fallisce: mentre Beresford, che si è immischiato nella storia, finisce per essere buttato fuori dalla fabbrica, il povero Adrian viene assunto come operaio e passa una giornata non prevista di duro lavoro. Bab scopre poi che Adrian è già sposato e il venerlo a sapere le provoca uno svenimento tra le braccia di Carter. La ragazza mostra di aver tutta la pelle macchiata e la gente scappa da lei, convinta che abbia il vaiolo. L'unico che le resta accanto è Carter, che dimostra di non aver paura né del vaiolo né del morbillo, che Bab ha finalmente preso per non essere rimasta tranquillamente a casa.

## Produzione
Il film fu prodotto dalla Famous Players Film Company.

## Distribuzione
Distribuito dalla Paramount Pictures, il film uscì nelle sale cinematografiche USA il 26 novembre 1917.
Non si conoscono copie ancora esistenti della pellicola che viene considerata presumibilmente perduta.